# Природна тяга
Природна тяга (англ. natural draught, нім. natürlicher Wetterzug f) – депресія, що зумовлюється природно утворюваною різницею тиску повітря в гірничих виробках. Буває у пічних пристроях, шахтах тощо.
У шахтах природна тяга утворюється за наявності двох або більше вертикальних, або похилих виробок, по яких рухається повітря, що має різну густину.